# Winfried Schröder (Philosoph)
Winfried Schröder (* 22. März 1956 in Menden) ist ein deutscher Philosoph und Philosophiehistoriker, der an der Philipps-Universität Marburg als Professor für Geschichte der Philosophie lehrt. Seine Hauptarbeitsgebiete sind die Geschichte der Metaphysik, der Religionsphilosophie (insbesondere der Religionskritik und des Atheismus) und der Ethik sowie die philosophische Begriffsgeschichte. Ein besonderer Schwerpunkt ist die Philosophie der Aufklärung. Schröder ist ein Schüler des Philosophen und Philosophiehistorikers Günter Gawlick.

## Veröffentlichungen (Auswahl)
Monographien
- Spinoza in der deutschen Frühaufklärung. Königshausen & Neumann, Würzburg 1987, ISBN 3-88479-287-3.
- Ursprünge des Atheismus. Untersuchungen zur Metaphysik- und Religionskritik des 17. und 18. Jahrhunderts. Frommann-Holzboog, Stuttgart-Bad Cannstatt 1998, ISBN 3-7728-1918-4; 2., mit einem neuen Nachwort versehene und bibliographisch aktualisierte Auflage ebenda 2012, ISBN 978-3-7728-2608-5.
- Moralischer Nihilismus. Typen radikaler Moralkritik von den Sophisten bis Nietzsche. Frommann-Holzboog, Stuttgart-Bad Cannstatt 2002, ISBN 3-7728-2232-0; überarbeitet, im Anmerkungsapparat gestrafft und bibliographisch aktualisiert: Reclam, Stuttgart 2005, ISBN 3-15-018382-0.
- Athen und Jerusalem. Die philosophische Kritik am Christentum in Antike und Neuzeit. Frommann-Holzboog, Stuttgart-Bad Cannstatt 2011; 2. Auflage ebenda 2013, ISBN 978-3-7728-2567-5.
  - Athens and Jerusalem. The philosophical critique of Christianity in late antiquity and the Enlightenment [Brill’s studies in intellectual history, 344]. Leiden/ Boston: Brill, 2023, ISBN 978-90-04-53612-8.
- Atheismus. Fünf Einwände und eine Frage. Meiner, Hamburg 2021; 2., durchgesehene und aktualisierte Auflage, ebenda 2023, ISBN 978-3-7873-3957-0.

Übersetzungen und Herausgaben
- Anonymus: Traktat über die drei Betrüger/Traité des trois imposteurs. Französisch-deutsch. Meiner, Hamburg 1992, ISBN 3-7873-1085-1.
- Jakob Friedrich Reimmann: Historia universalis atheismi et atheorum falso et merito suspectorum (1725). Frommann-Holzboog, Stuttgart-Bad Cannstatt 1992, ISBN 3-7728-1420-4.
- Friedrich Wilhelm Stosch: Concordia rationis et fidei (1692). Frommann-Holzboog, Stuttgart-Bad Cannstatt 1992, ISBN 3-7728-1415-8.
- Johann Georg Wachter: De primordiis Christianae religionis. Frommann-Holzboog, Stuttgart-Bad Cannstatt 1995, ISBN 3-7728-1612-6.
- Freidenker der europäischen Aufklärung. Stuttgart-Bad Cannstatt: Frommann-Holzboog 1995ff., ISBN 978-3-7728-1608-6.
- Anonymus (Johann Joachim Müller): De imposturis religionum (de tribus impostoribus). Dokumente/Von den Betrügereyen der Religionen. Frommann-Holzboog, Stuttgart-Bad Cannstatt 1999, ISBN 3-7728-1931-1.
- Philosophische Clandestina der deutschen Aufklärung. Texte und Dokumente. Stuttgart-Bad Cannstatt: Frommann-Holzboog 1999ff., ISBN 978-3-7728-1412-9.
- Anon.: Cymbalum mundi sive Symbolum sapientiae. Edizione critica a cura di Guido Canziani, W. Schröder e Francisco Socas. Mailand: Franco Angeli 2000, ISBN 978-88-464-2082-4.
- Matthias Knutzen: Schriften, Dokumente. Frommann-Holzboog, Stuttgart-Bad Cannstatt 2010, ISBN 978-3-7728-1656-7.
- mit Christine Haug und Franziska Mayer: Geheimliteratur und Geheimbuchhandel in Europa im 18. Jahrhundert. Harrassowitz, Wiesbaden 2011, ISBN 978-3-447-06478-1.
- Gestalten des Deismus in Europa. Günter Gawlick zum 80. Geburtstag. Harrassowitz, Wiesbaden 2013, ISBN 978-3-447-10011-3.
- Reading between the lines – Leo Strauss and the history of early modern philosophy. de Gruyter, Berlin / New York 2015, ISBN 978-3-11-042429-4.
- mit Sonja Lavaert: The Dutch Legacy. Radical Thinkers of the 17th Century and the Enlightenment. Brill, Leiden/Boston  2016, ISBN 978-90-04-33208-9.
- mit Sascha Salatowsky: Duldung religiöser Vielfalt – Sorge um die wahre Religion. Toleranzdebatten in der Frühen Neuzeit. Franz Steiner Verlag, Wiesbaden 2016, ISBN 978-3-515-11368-7.
- mit Sonja Lavaert: Aufklärungs-Kritik und Aufklärungs-Mythen. Horkheimer und Adorno in philosophiehistorischer Perspektive. de Gruyter, Berlin / New York 2018, ISBN 978-3-11-055500-4.